# Église Notre-Dame de Taissy
L'église de Taissy est une église romane construite au XIIe siècle, située dans la Marne.

## Historique

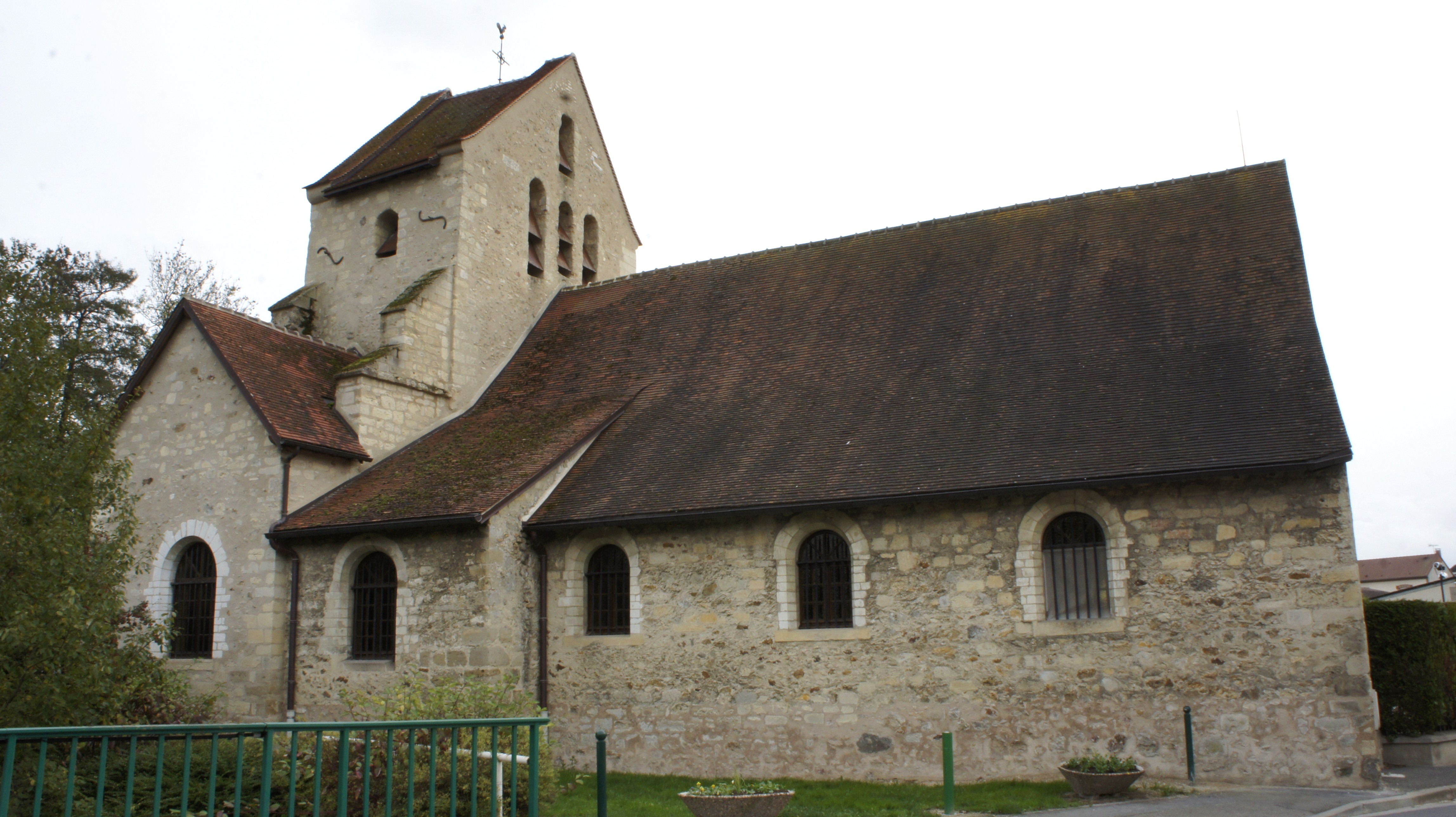
L'église vue depuis la Vesle.

L’église, d’architecture romane, date du XIIe siècle. Elle est dédiée à Notre-Dame.

## Architecture
Elle est en bord de Vesle, entourée de son cimetière. 
Construite sur le plan de croix latine, elle a sa nef à trois vaisseaux avec un toit à double pente qui lui donne une forme basse.

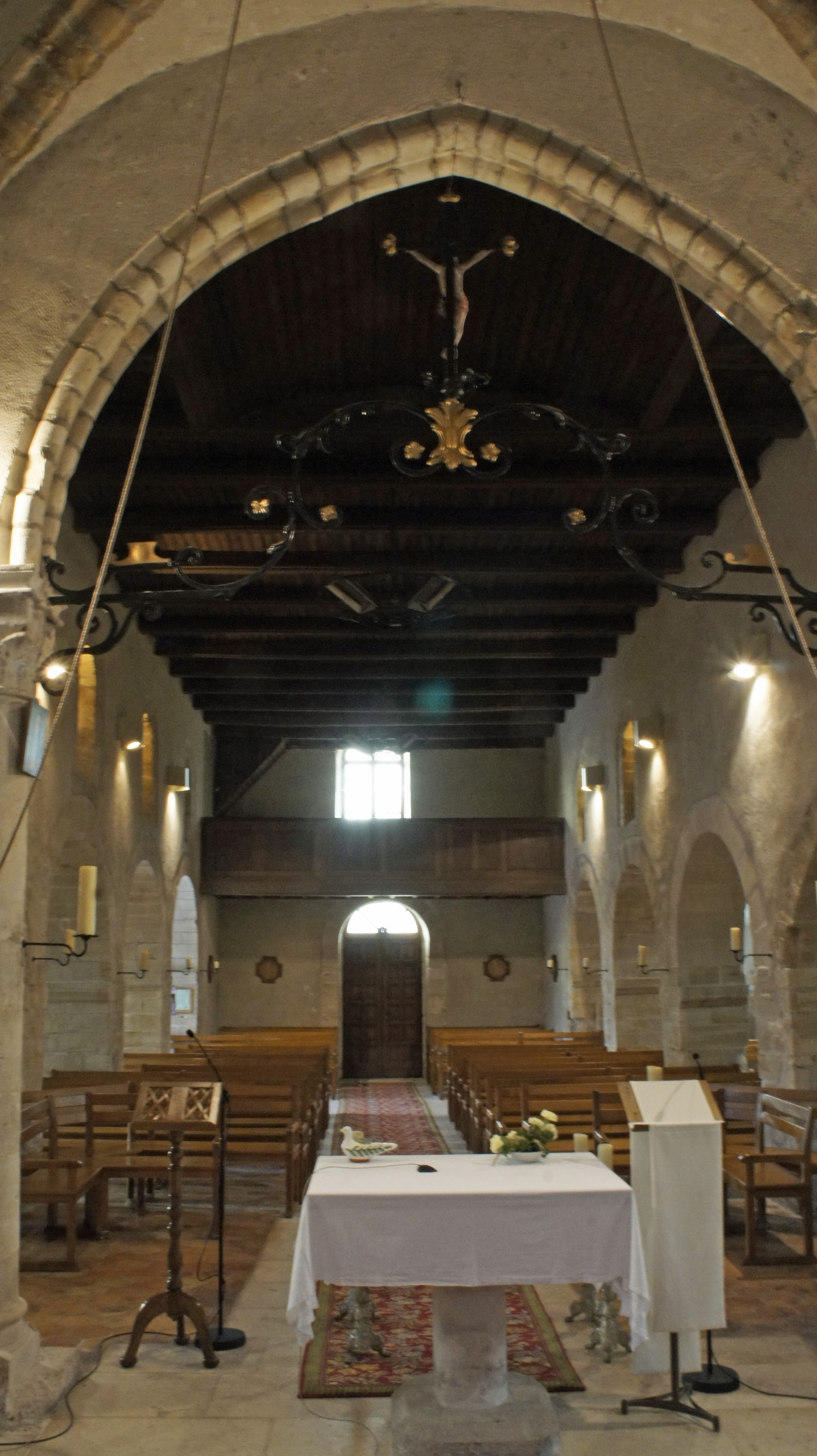
La nef, vers le porche,
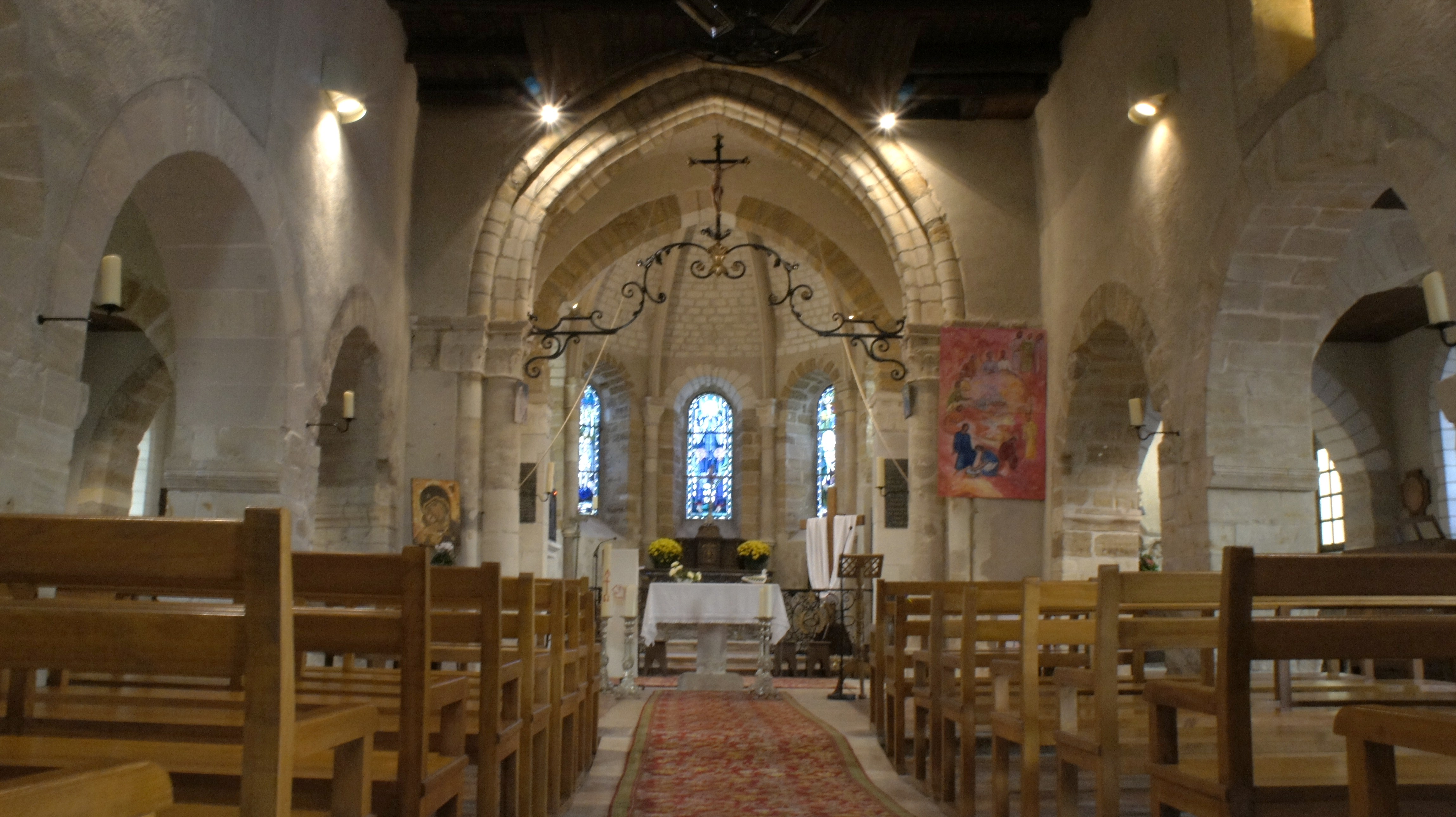
Vers le chœur,
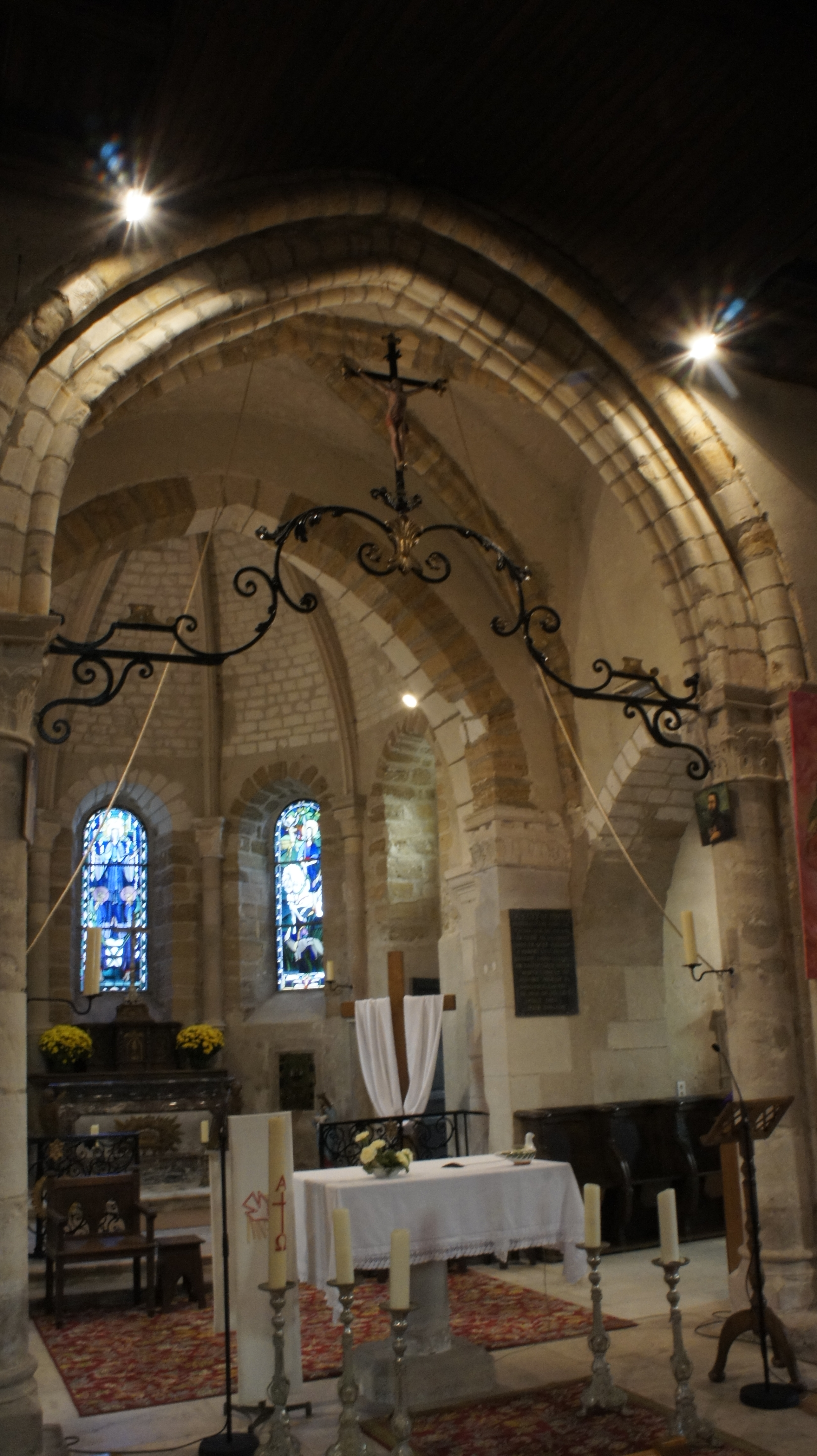
abside.

Elle est surmontée par un clocher sur la croisée de transept qui possède encore deux cloches.

### Décoration
Une série de vitraux des années 1930 décore les ouvertures de la nef. Deux dédicaces sur marbre noir et une en mémoire des seigneurs baron de Taissy. Elle conserve une poutre de gloire en ferronnerie.

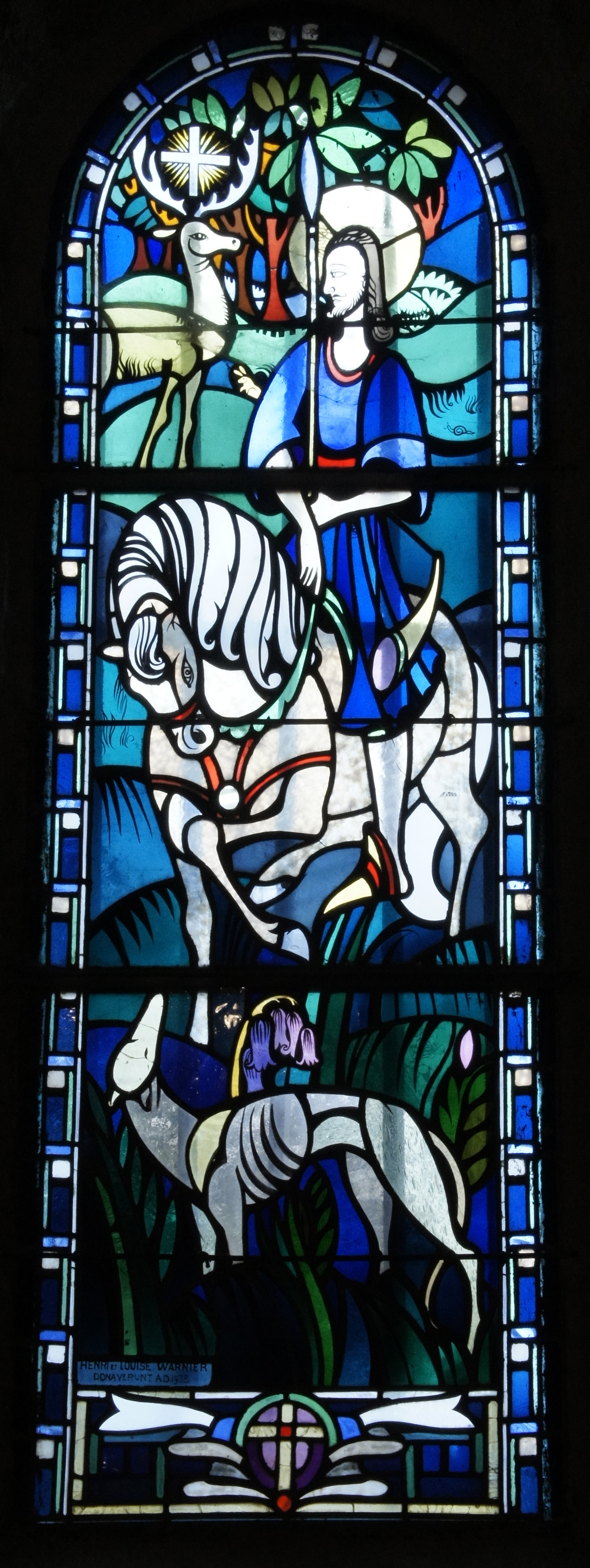
Vitrail de st Hubert.
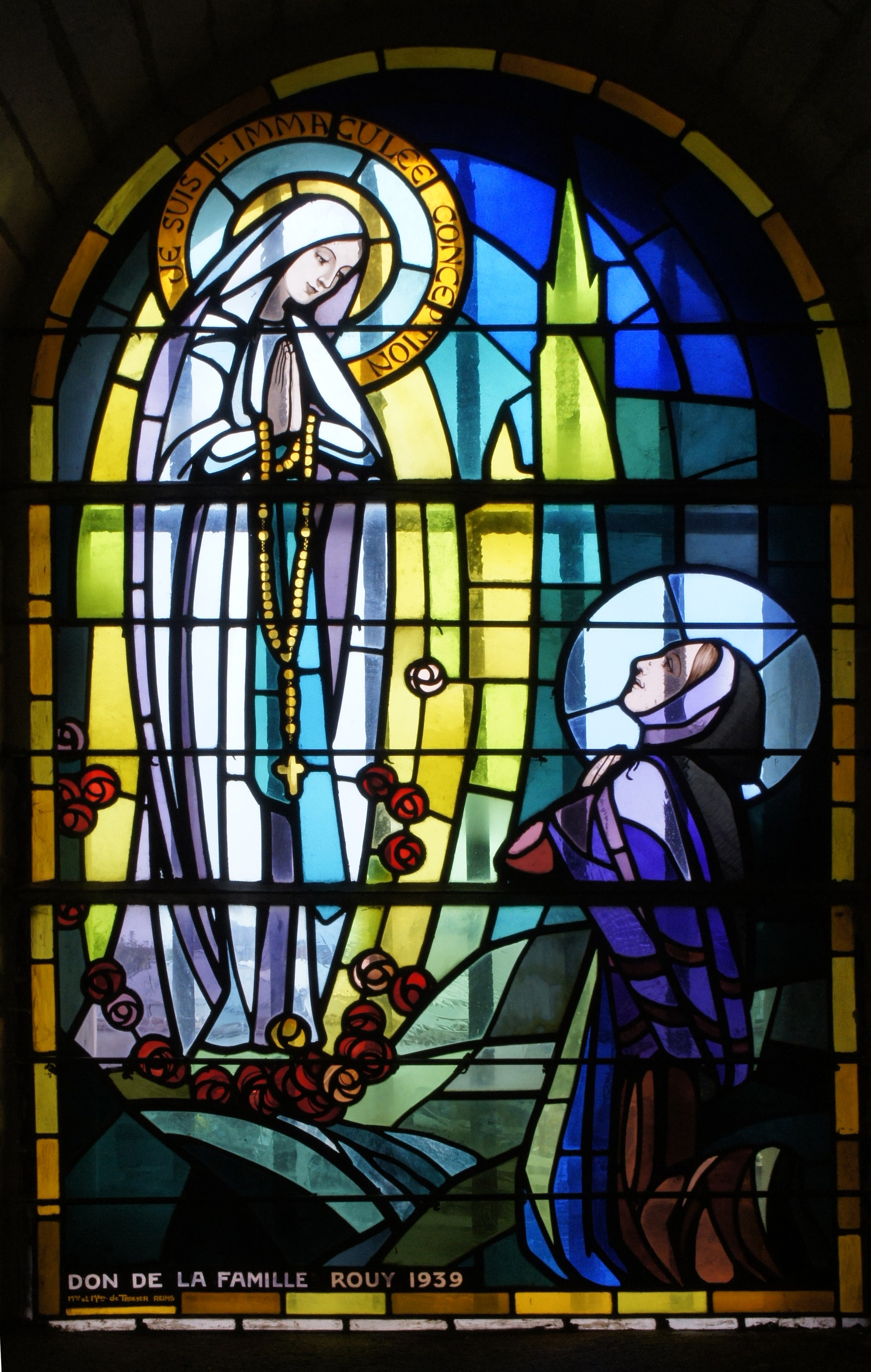
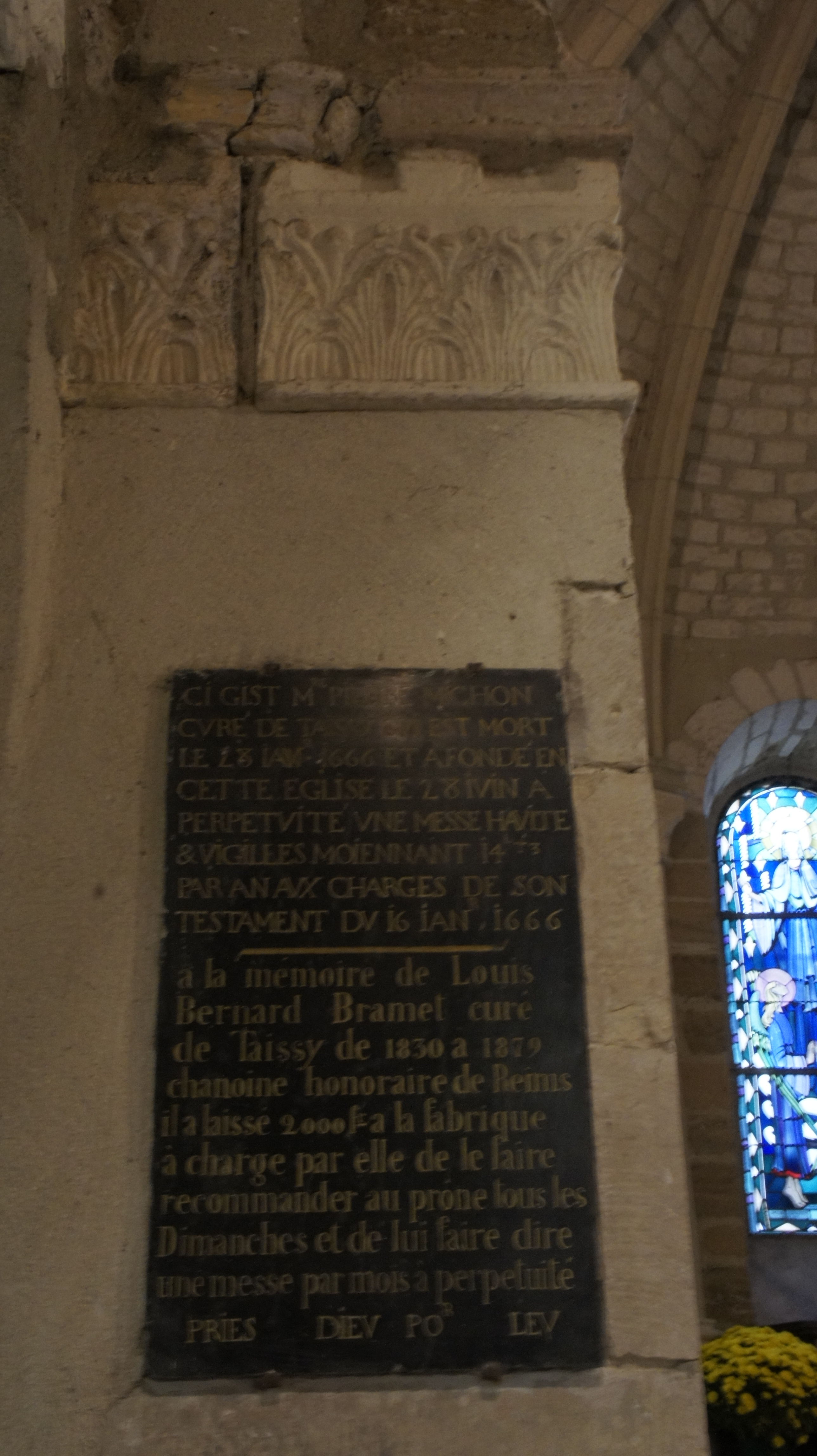
En mémoire de Pierre Michon et de Bernard Bramet.
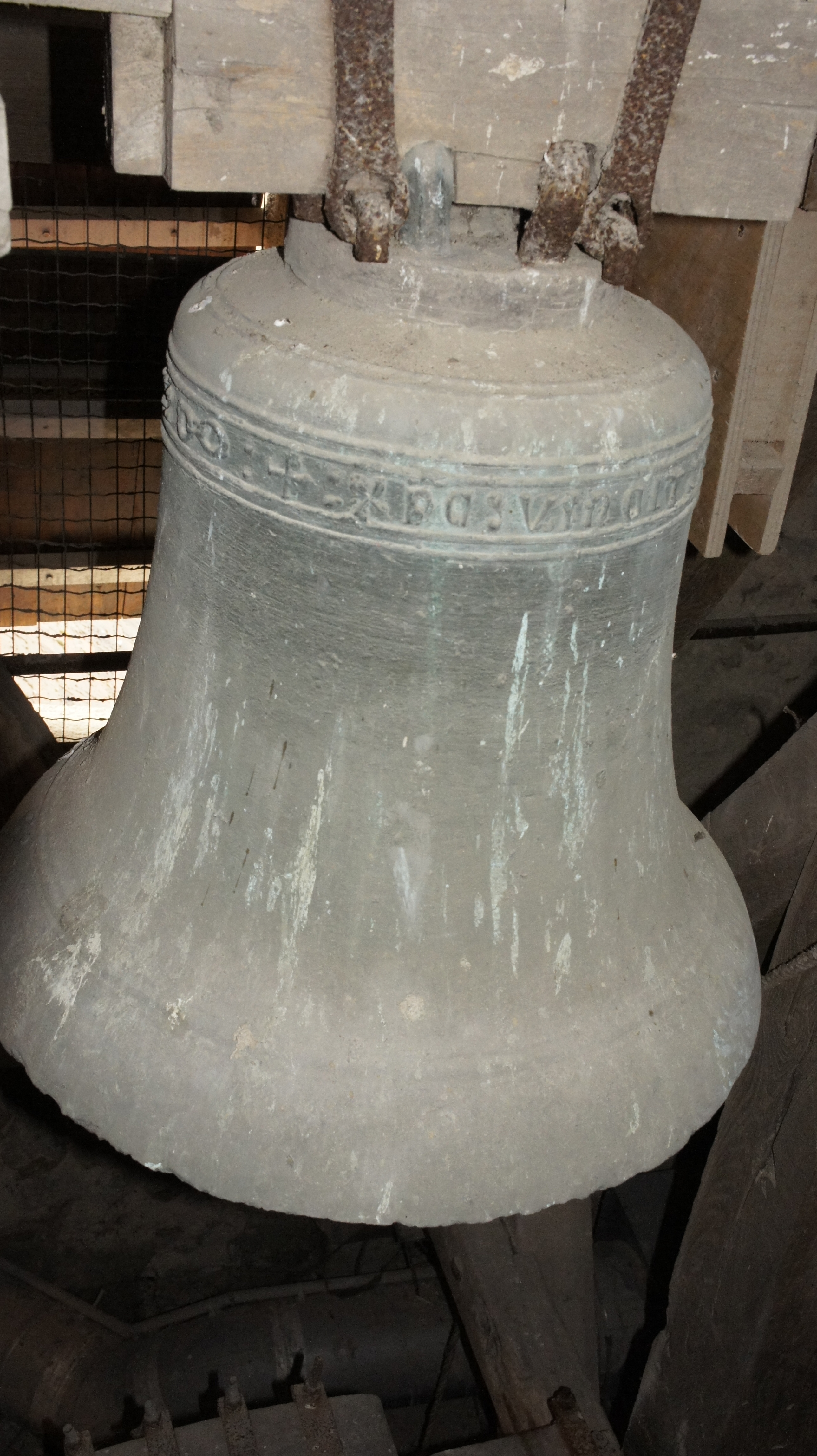
cloche du XIIIe, classée
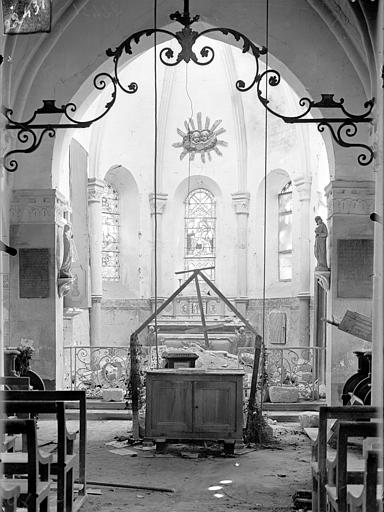
Dégâts de la Première Guerre mondiale, poutre de Gloire et clôture de chœur classée[2].